# STAINLESS NIGHT
「STAINLESS NIGHT」（ステンレス・ナイト）は、日本のヘヴィメタルバンド・聖飢魔IIの5枚目の小教典（シングル）。B.D.11年（1988年）5月21日に発布された。作詞はデーモン小暮、作曲はエース清水。

## 解説
この年の12月9日に発布された大教典『THE OUTER MISSION』には、本小教典の収録曲はいずれも収録されなかったが、翌B.D.10年（1989年）9月21日に発布された極悪集大成盤『WORST』には「STAINLESS NIGHT」がリミックスバージョンで収録され、「SCHWARZ KASTELL」はB.D.8年（1991年）12月13日発布の『愛と虐殺の日々』に収録された。
本曲で『ザ・ベストテン』のコーナー「今週のスポットライト」に登場した際、デーモンがレイピアを持って歌唱した。このレイピアは次作「BAD AGAIN 〜美しき反逆〜」のMVにおいても使用されている。
ジャケット写真は鎧を着てサングラスをかけた怪物というSF的なもの。

## エピソード
『デーモン小暮のオールナイトニッポン』において、本曲のオンエアが解禁となったB.D.11年（1988年）4月頃から番組中で流れ始めたが、次の小教典曲「WINNER!」のオンエア解禁となる同年9月近くまで延々流れ続け、8月頃には「『WINNER!』が解禁になるまで取りあえずこれでお茶を濁すということで…」という意味でお茶濁しソングとこの番組中で言われていた。

## 収録曲
作詞：デーモン小暮、編曲：聖飢魔II
1. STAINLESS NIGHT
  - 作詞：デーモン小暮、作曲：エース清水
2. SCHWARZ KASTELL
  - 作曲：デーモン小暮

歌詞は、ドイツ語や四字熟語を多用した婉曲な構成となっている。